# Eufernaldia panamella
Eufernaldia panamella là một loài bướm đêm trong họ Crambidae.